# Мадонна Медичи
Мадонна Медичи (итал. Madonna Medici; также — Мадонна с младенцем) — мраморная скульптурная группа, изображающая Богородицу с младенцем Иисусом, созданная Микеланджело в течение 1521—1534 годов. Эта группа была предназначена для Капеллы Медичи.
«Мадонна Медичи», по мнению искусствоведа Михаила Либмана, может считаться одним из самых прекрасных образов Богоматери, созданных Микеланджело.

## Описание
Мадонна сидит, держа на коленях младенца. Правая рука отведена далеко за спину и опирается на сиденье. Левая рука поддерживает ребёнка, который полностью отвернулся от зрителя и ищет грудь матери, чтобы напиться молока. Его тело изображено в резком изгибе, тогда как мать, кажется, движется вперёд[а]. Голова Мадонны склонена налево, а её взгляд направлен неизвестно куда.
В целом композиция напоминает ранний барельеф Микеланджело «Мадонна у лестницы».

## История создания
Это была одна из первых статуй, которую Микеланджело сваял для Старой ризницы Капеллы Медичи. К 1526 году она всё ещё не была закончена, а уже в 1534 году скульптор уехал в Рим и во Флоренцию не вернулся. Восстановлением статуи занимался Никколо Триболо.
«Мадонна Медичи» расположена по центру стены, напротив алтаря. Фигуры Лоренцо и Джулиано Медичи обращены к ней.
В отделе копий и слепков Государственного музея изобразительных искусств имени А. С. Пушкина есть зал копий скульптур Микеланджело, где размещён и мраморный слепок с «Мадонны Медичи».

#### Комментарии
а. ^ Такая композиция называется «Figura serpentinata»